# Taoiseach
Taoiseach (tudi: An Taoiseach) je vodja vlade Republike Irske. Imenuje ga predsednik države po imenovanju spodnjega doma parlamenta. Izraz Taoiseach v irskem jeziku pomeni 'vodja' in kot tak v ustavi za imenovanje vodje vlade zapisan od leta 1937. Uporablja se tako v angleškem in irskem jeziku, a izključno za irskega predsednika vlade. Namestnik predsednika vlade se imenuje Tánaiste.